# Stazione di Pescolanciano-Chiauci
Stazione di Pescolanciano-Chiauci vasútállomás Olaszországban, Molise régióban, Pescolanciano településen.

## Vasútvonalak
Az állomást az alábbi vasútvonalak érintik:
- Sulmona–Carpinone-vasútvonal

## Kapcsolódó állomások
A vasútállomáshoz az alábbi állomások vannak a legközelebb: 
- Stazione di Sessano del Molise
- Stazione di Carovilli-Roccasicura